# 岡山空港リムジンバス
岡山空港リムジンバス（おかやまくうこうリムジンバス）は、岡山県内の各地と岡山桃太郎空港を結ぶ空港リムジンバスである。岡山市の岡山駅を発着する路線と倉敷市内を発着する路線があるほか、過去には津山市内を発着する路線、ならびに広島県福山市を発着するももっちライナーも空港アクセスの役割を担っていた。ここではこれらを一括して取り上げる。
席は全便自由席。

## 歴史

### 岡山線
- 1988年3月11日 中鉄バスにより運行開始。
- 2003年12月19日 規制緩和により岡山電気軌道が参入。
- 2008年
  - 3月31日 空港バスチケットサービスの取り扱い終了。
  - 10月1日 岡山県共通バスカードの廃止に伴い、カードの対応が別々となる。
- 2010年7月1日 岡山駅の乗り場が東口バスターミナル（1番乗り場）から西口バスターミナル（21番乗り場）へ移動。これに伴い、済生会病院前の停車停留所を廃止。
- 2016年3月27日 中鉄バスが富吉本村、富吉本村西の停車停留所を廃止。
- 2017年10月1日 岡電のみ、全国相互利用サービス対応のICカード利用を開始。
- 2021年
  - 8月2日 中鉄バス、Hareca・全国相互利用サービス対応のICカード利用を開始。
  - 12月31日 中鉄バス、バスカードの取り扱い終了。
- 2022年9月23日 一部便のみ、杜の街 - 岡山駅間を延長。これに伴い、杜の街の停車停留所を新設。

### 倉敷線
- 1988年3月11日 中鉄バスにより運行開始。
- その後、中鉄バス運行便を子会社の総社バスに移管。
- 2003年12月19日 規制緩和により下津井電鉄が参入。総社バス運行便を再度中鉄バスに移管。運行経路を山陽自動車道経由に変更。
- 2008年10月1日 岡山県共通バスカードの廃止に伴い、カードの対応が別々となる。
- 2014年3月30日 下電バス担当便が水島駅・児島駅 - 倉敷駅区間の廃止に伴い、倉敷駅 - 岡山空港のノンストップのみになる。
- 2017年10月1日 下電のみ、全国相互利用サービス対応のICカード利用を開始。
- 2021年
  - 8月2日 中鉄バス、Hareca・全国相互利用サービス対応のICカード利用を開始。
  - 12月31日 中鉄バス、バスカードの取り扱い終了。

## 運行会社

### 共通サービス
- 全便Hareca（全国相互利用サービス対応のICカード）が利用可能。以前は岡電バス・下電バス担当便のみ利用可能だったが、2021年8月2日より中鉄バス担当便でもHareca（全国相互利用サービス対応のICカード）が利用可能になった。
- 中鉄バス担当便のみ岡山県共通バスカード（中鉄バス発行分のみ）・中鉄バス専用バスカードが利用可能だったが、2021年12月31日で取扱終了となった。以前は岡電バス・下電バス担当便でも共通バスカードが利用可能だったが、2008年10月1日の同カード廃止に伴い、取扱終了となった。

#### 岡山線
- 中鉄バス（従）
  - 岡山営業所が岡山桃太郎空港行12本・岡山市内行13.5本（火曜は14.5本）（ノンストップ便・A特急便・C特急便）を担当。
  - ノンストップ便のうち5往復は、原則として2階建てバス（三菱ふそう・エアロキング）が使用されている。
- 岡山電気軌道（岡電バス）
  - 岡南営業所が岡山桃太郎空港行12本・岡山市内行13.5本（土曜は14.5本）（ノンストップ便・B特急便）を担当。

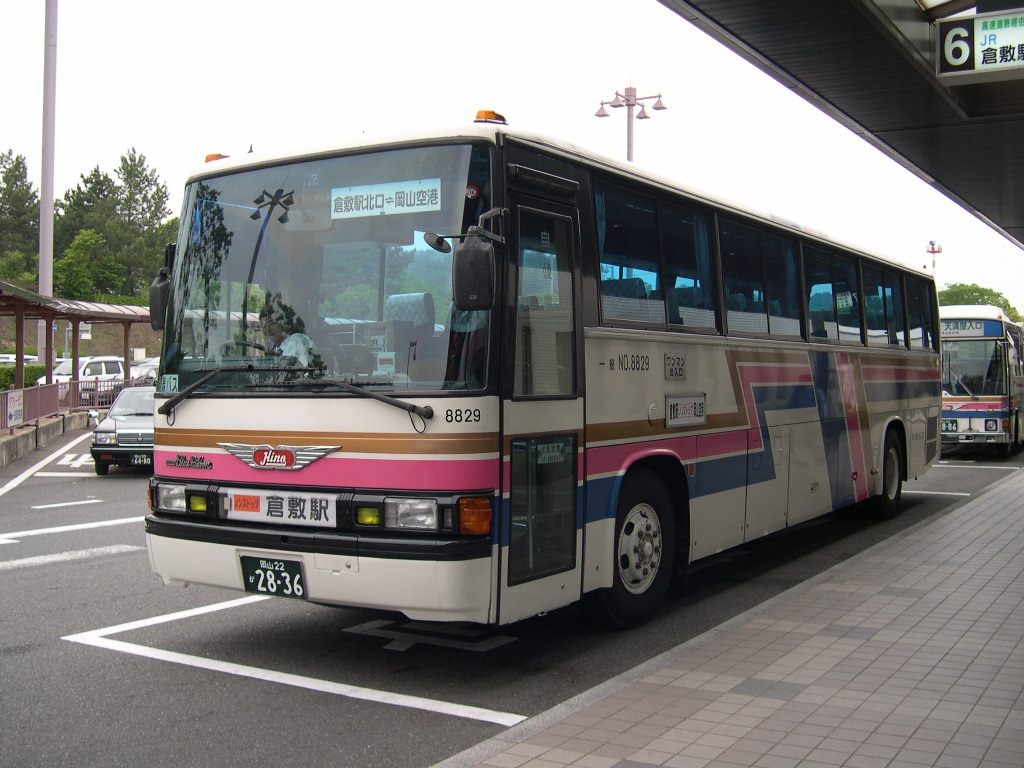
倉敷線

- 岡山駅西口バスセンター（岡電バス窓口とリムジンバス乗車券券売機）、岡山桃太郎空港バス乗り場券売機では、全国相互利用サービス対応のICカード（岡山桃太郎空港のみ）・楽天Edy・WAONでのリムジンバス乗車券購入が可能[1]。
  - 岡山駅の場合、2台ある券売機の内の1台のみ楽天Edy・WAONに対応している。

#### 倉敷線
- 倉敷線中鉄バス（従）
  - 岡山営業所が5往復を担当。
- 下津井電鉄
  - 興除営業所が5往復を担当。

- 岡山桃太郎空港バス乗り場券売機では、全国相互利用サービス対応のICカードでのリムジンバス乗車券購入が可能。倉敷駅北口には券売機が設置されていない[1]。

## 停車停留所

### 岡山線
- ノンストップ便
  - （杜の街 - 岡山駅） - 岡山桃太郎空港
- A特急便・B特急便
  - （杜の街 - 岡山駅 - 岡山大学筋） - 岡山桃太郎空港
- C特急便
  - （杜の街 - 岡山駅 - 岡山大学筋 - 大岩口） - 岡山桃太郎空港

- ノンストップ便以外はスポーツセンター前にも停車。括弧書きでくくられた中での相互の乗降はできない。
- 杜の街発着便は一部便のみ。

### 倉敷線
- 倉敷駅北口 - 岡山桃太郎空港

## 運行経路

### 岡山線
- 岡山市内 - 国道53号 - 岡山県道72号岡山賀陽線 - 岡山桃太郎空港

### 倉敷線
- 倉敷市（倉敷地域）内 - 国道429号 - 倉敷IC - 山陽自動車道 - 岡山IC - 国道53号 - 岡山県道72号岡山賀陽線 - 岡山桃太郎空港

## 運行回数

### 岡山線
- 昼行岡山桃太郎空港行24本・岡山市内行27本（火曜・土曜は28本）
  - ノンストップ便岡山空港行18本・岡山市内行21本（火曜・土曜は22本）
  - A特急便岡山桃太郎空港行2本・岡山市内行3本
  - B特急便岡山桃太郎空港行3本・岡山市内行4本
  - C特急便1往復

### 倉敷線
- 昼行10往復

## 車内設備
- 4列シート

## 過去の運行路線

### 津山線
歴史
（時期不明）運行が開始される。
2007年6月30日 廃止。既存の乗合タクシー（勝田交通）に代替。
運行会社
中鉄バス
停車停留所
津山駅前 - 久米南町役場前 - 岡山空港
主要停留所のみ掲載

### ももっちライナー
- ＜レスパール藤ヶ鳴 - 岡山空港 - 岡山IC＞ - ＜広尾 - 千間土手東 - 新橋 - 福山駅前＞
  - ＜停留所 - 停留所＞でくくった中での相互乗降はできない。
  - レスパール藤ヶ鳴発着便は一部便のみ。
  - このほか、岡山市中心部の天満屋バスセンターに向かう路線も設定されていた。